# 袁征 (企业家)
袁征（英語：Eric Subrah Yuan，1970年5月14日—），美籍华人企业家，视频会议软件公司Zoom创始人。

## 生平
1970年出生于山东泰安，父亲是矿业工程师。1987年考入山东矿业学院（今山东科技大学）应用数学专业，之后于中国矿业大学获工学硕士学位。1990年代中期计划移民美国，曾经申请美国签证连续八次被拒，1997年8月第九次签证申请成功后来到美国。同年加入WebEx，凭组织关系和代码技术一路晋升至副总裁，2007年被思科系统收购成为工程部门副总裁。 2007年，袁征決定成为美国公民。
2011年创建视频会议软件公司Zoom，担任公司首席执行官。2019年6月Zoom在纳斯达克交易所上市，凭借其股份身价涨到37亿美元。2019年12月，袁征入選彭博資訊公布的2019年「彭博50」名單。2020年由於新型冠狀病毒疫情，他的企業Zoom股價飆漲五倍之多，並在24個月內規模擴大了3倍。
2023年2月，Zoom裁員約1300名員工，佔Zoom員工總數的15%。袁征表示自己的工資將減少98%，且放棄該年的公司獎金，為自己錯誤及今天採取的行動負責。

## 家庭
22岁结婚，有三个孩子。